# خربق مثاني
الخَربَق المثاني (باللاتينية: Helleborus vesicarius) نوع نباتي يتبع جنس الخَربَق من الفصيلة الحوذانية.

## الموئل والانتشار
موطن هذا النوع بلاد الشام (بما فيها الأقاليم السورية الشمالية) وتركيا.

## الوصف النباتي
النبات عشبي معمر. المتاع منتفخ ينتج علبة كروية.